# آلفا-کتوگلوتاریک اسید
آلفا-کتوگلوتاریک اسید (به انگلیسی: Alpha-Ketoglutaric acid) یک کتواسید با فرمول شیمیایی C5H6O5 یک ترکیب شیمیایی با شناسه پاب‌کم ۱۵۹۴۱۵ است؛ که جرم مولی آن ۱۴۶٫۱۱ گرم بر مول می‌باشد. این ترکیب یکی از ترکیبات واسطه‌ای چرخه اسیدسیتریک است و به سوکسینیل-کوآ تبدیل می‌شود..